# Relativisering
Relativisering är resultatet av att relativisera, alltså att sätta saken som granskas i relation till något annat istället för att bedöma saken enskilt.  Relativiseringen kan vara en produkt av den filosofiska ståndpunkten relativism såväl som att vardagligt ha satt något i relation till något annat, ofta för att göra en prioritering möjlig.
Relativisering kan, som all annan argumentation, användas för att rättfärdigt eller orättfärdigt ge tyngd åt ett argument. Det är att betrakta som ett direkt argumentationsfel om jämförelsen görs mot något som är ovidkommande för den egentliga frågan, men relativiseringen kan lika gärna vara fullt legitim. Den eller de som favoriserar den utsatta argumentationen kan, rättfärdigt eller orättfärdigt, kalla relativiseringen för en härskarteknik som går ut på att förringa de problem som drabbar motståndaren genom att ta upp andra större problem, mer eller mindre ovidkommande.  Att benämna något en härskarteknik kan i sig vara en härskarteknik.
(Ett humoristiskt exempel är sketchen "Spik i foten" i 88-öresrevyn och en variant är "whataboutism", en beteckning för den sovjetiska propagandans tendens att dra fram missförhållanden i västerlandet för att bemöta brister i kommunismen).